# Discografia dei The Chainsmokers
Questa pagina contiene la discografia dei The Chainsmokers, disc jockey statunitensi. Questa comprende tre EPs, undici singoli, undici video musicali, e trentacinque remix;
La loro canzone #Selfie pubblicata nel 2014, è stata la loro prima traccia a raggiungere le classifiche, arrivanto alla posizione numero due in Svezia, sedici nella classifica statunitense Billboard Hot 100, tredici in Australia e undici nel Regno Unito. Il loro primo EP di debutto, Bouquet, è stato pubblicato nell'ottobre 2015. Il loro singolo successivo Roses ha raggiunto la top ten nella classifica Billboard Hot 100, mentre Don't Let Me Down la top five. Nel 2016 il singolo Closer, prodotto in coppia con la cantante statunitense Halsey, è diventato il loro primo singolo di sempre a raggiungere la posizione numero uno nella classifica Billboard Hot 100. Ha raggiunto la posizione numero uno in più di 25 classifiche mondiali (diciassette Stati) e numero due in altri sei Stati.

## Album

### Album in studio
| Anno | Dettagli |
| ---- | --- |
| 2017 | Memories...Do Not Open - Pubblicazione: 7 aprile 2017 - Etichetta: Disruptor, Columbia - Formato: CD, LP, digital download |
| 2018 | Sick Boy - Pubblicazione: 14 dicembre 2018 - Etichetta: Disruptor, Columbia - Formato: CD, LP, digital download            |

## Extended play
| Anno | Dettagli | Posizioni | Posizioni | Posizioni | Posizioni | Posizioni | Certificazioni |
| Anno | Dettagli | US        | US Dance  | AUS       | CAN       | NZ        | Certificazioni |
| ---- | --- | --------- | --------- | --------- | --------- | --------- | -------------- |
| 2015 | Bouquet - Pubblicazione: 23 ottobre 2015 - Etichetta: Disruptor - Formati: CD, LP, digital download           | 31        | 2         | —         | 18        | —         |                |
| 2016 | Collage - Pubblicazione: 4 novembre 2016 - Etichetta: Disruptor, Columbia - Formati: CD, LP, digital download | 6         | 1         | 23        | 2         | 9         | - ARIA: Oro    |

## Singoli
| Anno                                                                                              | Titolo                                                       | Classifiche | Classifiche | Classifiche | Classifiche | Classifiche | Classifiche | Classifiche | Classifiche | Classifiche | Classifiche | Certificazioni | Album di provenienza                  |
| Anno                                                                                              | Titolo                                                       | US          | AUS         | BEL         | CAN         | DEN         | ITA         | NOR         | NZ          | SWE         | UK          | Certificazioni | Album di provenienza                  |
| ------------------------------------------------------------------------------------------------- | ------------------------------------------------------------ | ----------- | ----------- | ----------- | ----------- | ----------- | ----------- | ----------- | ----------- | ----------- | ----------- | --- | ------------------------------------- |
| 2012                                                                                              | "Erase" (featuring Priyanka Chopra)                          | —           | —           | —           | —           | —           | —           | —           | —           | —           | —           | | Non-album singles                     |
| 2013                                                                                              | "The Rookie"                                                 | —           | —           | —           | —           | —           | —           | —           | —           | —           | —           | | Non-album singles                     |
| 2014                                                                                              | "#Selfie"                                                    | 16          | 3           | 14          | 13          | 9           | 69          | 3           | 12          | 2           | 11          | - RIAA: Platino Stati Uniti - ARIA: Platino - BPI: Argento - FIMI: Platino - GLF: 3× Platino - IFPI DEN: Platino - MC: Platino                                         | Non-album singles                     |
| 2014                                                                                              | "Kanye" (featuring SirenXX)                                  | —           | —           | —           | —           | —           | —           | —           | —           | —           | —           | | Non-album singles                     |
| 2015                                                                                              | "Let You Go" (featuring Great Good Fine Ok)                  | —           | —           | —           | —           | —           | —           | —           | —           | —           | —           | | Non-album singles                     |
| 2015                                                                                              | "Good Intentions" (featuring BullySongs)                     | —           | —           | —           | —           | —           | —           | —           | —           | —           | —           | | Bouquet                               |
| 2015                                                                                              | "Roses" (featuring Rozes)                                    | 6           | 5           | 22          | 6           | 29          | 42          | 8           | 8           | 13          | 16          | - RIAA: 3× Platino - ARIA: 4× Platino - BEA: Oro - BPI: Oro - FIMI: Platino - GLF: 4× Platino - IFPI DEN: Oro - IFPI NOR: Platino - MC: 5× Platino                     | Bouquet                               |
| 2015                                                                                              | "Waterbed" (featuring Waterbed)                              | —           | —           | —           | —           | —           | —           | —           | —           | —           | —           | | Bouquet                               |
| 2015                                                                                              | "Split (Only U)" (with Tiësto)                               | —           | —           | 63          | —           | —           | —           | —           | —           | —           | —           | | Non-album single                      |
| 2015                                                                                              | "Until You Were Gone" (with Tritonal featuring Emily Warren) | —           | —           | —           | —           | —           | —           | —           | —           | —           | —           | - MC: Oro | Bouquet                               |
| 2015                                                                                              | "New York City"                                              | —           | —           | —           | —           | —           | —           | —           | —           | —           | —           | | Bouquet                               |
| 2016                                                                                              | "Don't Let Me Down" (featuring Daya)                         | 3           | 3           | 4           | 4           | 15          | 7           | 5           | 2           | 5           | 2           | - RIAA: 4× Platino - ARIA: 6× Platino - BEA: Platino - BPI: Platino - FIMI: 5× Platino - GLF: 6× Platino - IFPI DEN: Platino - MC: 7× Platino - RMNZ: 2× Platino       | Collage                               |
| 2016                                                                                              | "Inside Out" (featuring Charlee)                             | —           | —           | —           | 72          | —           | —           | —           | —           | —           | —           | - MC: Oro | Collage                               |
| 2016                                                                                              | "Closer" (featuring Halsey)                                  | 1           | 1           | 1           | 1           | 1           | 2           | 1           | 1           | 1           | 1           | - RIAA: 4× Platino - ARIA: 9× Platino - BEA: 2× Platino - BPI: 2× Platino - FIMI: 4× Platino - GLF: 5× Platino - IFPI DEN: Platino - MC: 9× Platino - RMNZ: 2× Platino | Collage                               |
| 2016                                                                                              | "All We Know" (featuring Phoebe Ryan)                        | 18          | 8           | 43          | 14          | 35          | 30          | 10          | 10          | 19          | 24          | - RIAA: Oro Stati Uniti - ARIA: 2× Platino - BPI: Argento - FIMI: Platino - GLF: 2× Platino - MC: Platino - RMNZ: Oro                                                  | Collage                               |
| 2016                                                                                              | "Setting Fires" (featuring XYLØ)                             | 71          | 50          | —           | 35          | —           | 84          | —           | 42          | 92          | 55          | - ARIA: Oro - MC: Oro | Collage                               |
| 2017                                                                                              | "Paris"                                                      | 6           | 4           | 5           | 2           | 2           | 9           | 3           | 5           | 2           | 5           | - RIAA: Oro - ARIA: Platino - BPI: Argento - FIMI: Platino - GLF: Platino - IFPI DEN: Oro - MC: Platino - RMNZ: Oro                                                    | Memories...Do Not Open                |
| 2017                                                                                              | "Something Just like This" (with Coldplay)                   | 5           | 2           | 7           | 4           | 5           | 5           | 5           | 5           | 4           | 2           | - MC: Oro | Memories...Do Not Open e Kaleidoscope |
| 2017                                                                                              | "The One"                                                    | 78          | 36          | 4           | 30          | —           | 36          | —           | —           | 20          | 63          | | Memories...Do Not Open                |
| 2017                                                                                              | "Honest"                                                     | 77          | —           | —           | 93          | —           | —           | —           | —           | —           | —           | | Memories...Do Not Open                |
| 2017                                                                                              | "Young"                                                      | —           | —           | —           | 65          | —           | —           | —           | —           | —           | —           | | Memories...Do Not Open                |
| 2018                                                                                              | "Sick Boy"                                                   | 65          | 37          | 30          | 29          | 13          | 61          | 3           | 25          | 8           | 35          | | Sick Boy                              |
| 2018                                                                                              | "You Owe Me"                                                 | —           | 73          | —           | 74          | —           | —           | —           | —           | 55          | 97          | | Sick Boy                              |
| 2018                                                                                              | "Everybody Hates Me"                                         | 100         | 50          | —           | 71          | —           | 96          | 33          | —           | 32          | 81          | | Sick Boy                              |
| 2018                                                                                              | "Somebody" (featuring Drew Love)                             | —           | 43          | —           | 74          | —           | —           | —           | —           | 67          | 87          | | Sick Boy                              |
| 2018                                                                                              | "Side Effects" (featuring Emily Warren)                      | 66          | 61          | —           | 39          | —           | —           | —           | —           | 100         | 50          | | Sick Boy                              |
| 2018                                                                                              | "Save Yourself" (con Nghtmre)                                | —           | —           | —           | —           | —           | —           | —           | —           | —           | —           | | Sick Boy                              |
| 2018                                                                                              | "This Feeling" (featuring Kelsea Ballerini)                  | 74          | 17          | —           | 39          | —           | —           | —           | 23          | 30          | 63          | | Sick Boy                              |
| 2018                                                                                              | "Siren" (con Aazar)                                          | —           | —           | —           | —           | —           | —           | —           | —           | —           | —           | | Sick Boy                              |
| 2018                                                                                              | "Beach House"                                                | —           | —           | —           | —           | —           | —           | —           | —           | —           | —           | | Sick Boy                              |
| 2018                                                                                              | "Hope"                                                       | —           | 36          | —           | 64          | —           | —           | 40          | 27          | 63          | 89          | |                                       |
| 2019                                                                                              | "Who Do You Love"                                            | 52          | 13          | 21          | 35          | —           | —           | 30          | 26          | 19          | 34          | |                                       |
| "—" indica una pubblicazione che non si è classificata o che non è stata pubblicata in quel Paese |                                                              |             |             |             |             |             |             |             |             |             |             | |                                       |

## Video musicali
| Anno | Titolo                                                      | Regista                          |
| ---- | ----------------------------------------------------------- | -------------------------------- |
| 2014 | "#Selfie"                                                   | Taylor Stephens - Ike Love Jones |
| 2014 | "Kanye" (featuring sirenXX)                                 | Niklaus Lange                    |
| 2015 | "Let You Go" (featuring Great Good Fine Ok)                 | Joe Zohar                        |
| 2015 | "Good Intentions" (featuring BullySongs)                    | Joe Zohar                        |
| 2015 | "Roses" (featuring Rozes)                                   | Impossible Brief                 |
| 2015 | "Waterbed" (featuring Waterbed)                             | Joe Zohar                        |
| 2015 | "Until You Were Gone" (con Tritonal featuring Emily Warren) | Joe Zohar                        |
| 2016 | "Don't Let Me Down" (featuring Daya)                        | Marcus Kuhne                     |
| 2016 | "Closer" (featuring Halsey)                                 | Dano Cerny                       |
| 2016 | "All We Know" (featuring Phoebe Ryan)                       | Rory Kramer                      |
| 2017 | "Paris"                                                     | Mister Whitmore                  |